# 三一教堂 (哥本哈根)
三一教堂（丹麥語：Trinitatis Kirke）是位於丹麥哥本哈根市中心的一座教堂。教堂當時是一個系列建築的一部分，這一系列建築除了教堂外還包括天文觀測塔和哥本哈根大學圖書館等建築。教堂曾在1728年因火災而嚴重受損，但在1731年得到修復。

## 外部連結
- Official site（页面存档备份，存于）

55°40′54″N 12°34′34″E / 55.681667°N 12.576111°E